# Jason Molina
Jason Andrew Molina (ur. 16 grudnia 1973 w Lorain, zm. 16 marca 2013 w Indianapolis) – amerykański wokalista, gitarzysta, kompozytor i autor tekstów. 
W 1996 wydał pierwszego singla "Soul", po którym został zaproszony do nowo powstałej wytwórni Secretly Canadian. Stał się jej najważniejszym wykonawcą. Do roku 2003 występował pod szyldem Songs: Ohia, dobierając sobie dodatkowych muzyków, zaś po 2003 jako Magnolia Electric Co. 
Jego dokonania porównywano do Willa Oldhama oraz Neila Younga. Piosenki Moliny wywodziły się z bluesa, folku i country, zaś teksty wypełnione były aluzjami do literatury, historii, muzyki pop, a także zjawisk paranormalnych. 
W 2011 jego rodzina ujawniła problemy Moliny z chorobą alkoholową. Podjął leczenie, jednak w marcu 2013 zmarł.

## Dyskografia

### Songs: Ohia
Albumy regularne:
- 1997: Songs: Ohia
- 1998: Impala
- 1999: Axxess & Ace
- 2000: The Lioness
- 2000: Ghost Tropic
- 2001: Mi Sei Apparso Come Un Fantasma (koncert)
- 2002: Didn't It Rain
- 2003: Magnolia Electric Co.

Albumy wydane na trasie koncertowej:
- 1999: The Ghost
- 2000: Protection Spells

Maksisingle:
- 1997: Hecla & Griper
- 1998: Our Golden Ratio
- 2001: Howler
- 2001: Travels in Constants

### Jason Molina
Albumy solowe:
- 2004: Pyramid Electric Co.
- 2006: Let Me Go, Let Me Go, Let Me Go
- 2012: Autumn Bird Songs

### Magnolia Electric Co.
Albumy:
- 2005: Trials & Errors (koncert)
- 2005: What Comes After the Blues
- 2006: Fading Trails
- 2007: Sojourner (boxset)
- 2009: JosephineJosephine

Maksisingle:
- 2005: Hard to Love a Man
- 2009: It's Made Me Cry